# لی‌کروی
لی‌کروی (انگلیسی: LeCroy) شرکت الکترونیک آمریکایی است، که در سال ۱۹۶۴ تأسیس شد.